# Razah's Ladder
Albums par Blue Sky Black Death
Blue Sky Black Death Presents: The Holocaust
(2006) Late Night Cinema
(2008)
Albums par Hell Razah
Renaissance Child
(2007) Welcome to Red Hook Houses
(2008)
Razah's Ladder est un album collaboratif de Blue Sky Black Death et Hell Razah, rappeur affilié au Wu-Tang Clan et membre du groupe Sunz of Man, sorti le 23 octobre 2007.

## Liste des titres
| No  | Titre                                                             | Contient un (des) sample(s) de | Durée |
| --- | ----------------------------------------------------------------- | --- | ----- |
| 1.  | Elevation (Interprété par Crown Prince Universal)                 | | 1:32  |
| 2.  | Razah's Ladder                                                    | Ain't No Love in the Heart of the City de Bobby Bland | 2:34  |
| 3.  | The Cube                                                          | | 3:41  |
| 4.  | Halos (featuring Crooked I)                                       | I Don't Want to Be Right (If Loving You Is Wrong) de Bobby Bland | 4:23  |
| 5.  | Most Merciful                                                     | | 1:53  |
| 6.  | Audiobiography (featuring Shabazz the Disciple)                   | | 4:34  |
| 7.  | Pray Together                                                     | Cleo's Apartment de Marvin Gaye Rags and Old Iron de Nina Simone | 3:58  |
| 8.  | Poor Righteous Dreams                                             | | 2:59  |
| 9.  | Better than Jewelry                                               | Assassination Day de Ghostface Killah et Inspectah Deck featuring Masta Killa, RZA et Raekwon Gods, Earths and 85ers des Poor Righteous Teachers featuring Nine We Dat Nice des Poor Righteous Teachers Universal Soldiers de Killarmy | 3:18  |
| 10. | Project Prophecy (featuring Ill Bill et Sabac Red)                | One Step de Killah Priest featuring Hell Razah et Tekitha | 4:10  |
| 11. | Painted Jezebels                                                  | | 4:10  |
| 12. | Written in Blood (featuring Prodigal Sunn)                        | Cry Cry Cry de Bobby Bland | 3:16  |
| 13. | Stairway to Heaven                                                | Brooklyn's Finest de Jay-Z featuring The Notorious B.I.G. | 2:55  |
| 14. | Sun of Man (Interprété par Crown Prince Universal et Ashley Wise) | | 3:26  |